# مذبحة الأقصر
مذبحة الأقصر هي هجوم إرهابي وقع في 17 نوفمبر 1997 في الدير البحري بمحافظة الأقصر في مصر. أسفر الهجوم عن مصرع 58 سائحا، وكان لهذه العملية تأثير سلبي على السياحة في مصر، وأقيل على إثر هذا الهجوم وزير الداخلية اللواء حسن الألفي.

## الهجوم
في حوالي الساعة 12 صباح يوم 17 نوفمبر 1997 هاجم ستة رجال مسلحين بأسلحة نارية وسكاكين حيث كانو متنكرين في زي رجال أمن مجموعة من السياح كانوا في معبد حتشبسوت بالدير البحري، وقتلوا 58 سائح في خلال 45 دقيقة.
ثم حاول المهاجمون الاستيلاء على حافلة لكنهم لم يتمكنوا من ذلك، وتم العثور عليهم بعد ذلك مقتولين داخل إحدى المغارات وكان التقرير الرسمي يدعي انهم يئسوا من المقاومة وقرروا الانتحار.

## المسئول عن المذبحة
أعلن رفاعي طه القيادي في الجماعة الإسلامية مسؤوليته عن الحادث في بيان بثته وكالات الأنباء العالمية، ولكن تصدى له أسامة رشدي الذي كان يضطلع وقتها بمهمة الناطق الإعلامي للجماعة، حيث أصدر بيان نفى فيه صلة الجماعة الإسلامية بالحادث  ودانه ونفى علم طه أصلا بأية خلفيات تنظيمية حول الحادث، وقال رشدي في البيان:
| مذبحة الأقصر | تدعوني أمانة الكلمة وشجاعة الرأى لأعلن عن عميق أسفي وحزني لما وقع في الأقصر وسقوط هذا العدد الضخم من الضحايا الأبرياء ومهما كانت الدوافع والمبررات فإنه لا يوجد مبرر يدعو لهذا القتل العشوائى الذي يعد سابقة لا مثيل لها، ويتناقض تماما مع الأدبيات الشرعية والسياسية للجماعة الإسلامية التي كانت تستهدف صناعة السياحة وليس السياح الاجانب " | مذبحة الأقصر |

وكشفت أجهزة الأمن عن ورقة تم العثور عليها في جيب أحد الجناة جاء فيها: «نعتذر لقيادتنا عن عدم تمكننا من تنفيذ المهمة الأولى» فاتضح أن تكليفاً سابقاً كان قد صدر من مصطفى حمزة مسئول الجناح العسكري بمهمة أخرى، وربما أشارت المعلومات بتعلق تلك العملية بأوبرا عايدة التي انعقدت في مدينة الأقصر واختطاف بعض السياح ومقايضتهم ببعض المعتقلين والسجناء، ولكن استحال تنفيذ العملية نظراً للاستحكامات الأمنية المشددة، فبادروا لتنفيذ العملية البديلة في معبد حتشبسوت على عاتقهم ودون أمر قيادى جديد، وهو ما كرسته حالة الانقطاع وعدم التواصل في تلك الفترة بين قيادات الداخل والخارج.
أشاد لاحقاً أيمن الظواهري أحد زعماء الجهاد الإسلامي في العملية، معتبراً أنها حدث بالغ الأهمية في سياق الحملة ضد أعداء الإسلام. سنة 1999 حكمت المحكمة المصرية علي الظواهري بالإعدام غيابياً.

## ضحايا
بلغ مجموع القتلى 58 سائحاً أجنبياً، كانوا كالتالي : ستة وثلاثون سويسرياً وعشرة يابانييون، وستة بريطانيين وأربعة ألمان، وفرنسي وكولومبي بالإضافة إلى قتل أربعة من المواطنين ثلاثة منهم من رجال الشرطة والرابع كان مرشداً سياحياً (كان من القتلى طفلة بريطانية تبلغ 5 سنوات وأربع أزواج يابانيون في شهر العسل). بالإضافة إلى 12 سويسرياً، تسعة مصريون، يابانيان، ألمانيان، وفرنسي أصيبوا بجروح.

## ردود الفعل
- أثرت المذبحة على العلاقات السياسية بين مصر وسويسرا؛ بسبب رفض مصر مطالب سويسرا بالحصول على تعويضات.[6]
- أقال الرئيس المصري السابق حسني مبارك وقتها بعد المذبحة وزير الداخلية حسن الألفي، وتم تعيين حبيب العادلي بدلاً منه.
- حث الرئيس مبارك وزير الخارجية البريطاني جاك سترو، على ضرورة اتخاذ أي إجراء ضد قيادات من الجماعة الإسلامية التي لجأت إلى بريطانيا عقب مذبحة الأقصر [7]
- كانت المذبحة هي آخر عمل مسلح قام به أفراد من تنظيم الجماعة الإسلامية، وبعده أعلن التنظيم رسمياً مبادرة وقف العنف، ثم تلاها المراجعات الفقهية للجماعة، والتي كانت سبباً في خروج نحو 16 ألف عضو من المعتقلات والسجون في أكبر مصالحة بين الدولة والجماعات الإسلامية [8]
- ألقى عمر عبد الرحمن باللوم على الإسرائيليين في القتل
- ادعى أيمن الظواهري أن الهجوم كان من عمل الشرطة المصرية.[9][10]